# اوون رویزمن
اوون رویزمن، A.S.C.‎ (انگلیسی: Owen Roizman؛ زادهٔ ۲۲ سپتامبر ۱۹۳۶ - درگذشتهٔ ۶ ژانویهٔ ٢٠٢٣) مدیر فیلم‌برداری اهل ایالات متحده آمریکا بود. وی عضو انجمن فیلم‌برداران آمریکا (ASC) بود. همچنین برای همکاری با کارگردانان ویلیام فریدکین، سیدنی پولاک و لارنس کاسدان شناخته شده‌است.
معروف‌ترین فیلمی که رویزمن فیلمبردار آن بوده است جن‌گیر می‌باشد. 

## منتخب فیلم‌شناسی
- ایست (۱۹۷۰)
- ارتباط فرانسوی (۱۹۷۱)
- دوباره بنواز، سام (۱۹۷۲)
- جن‌گیر (۱۹۷۳)
- سه روز کرکس (۱۹۷۵)
- استقلال (۱۹۷۶)
- شبکه (۱۹۷۶)
- زمان درستکاری (۱۹۷۸)
- گروه کلوپ بی‌کسان گروهبان فلفل (۱۹۷۸)
- اعترافات واقعی (۱۹۸۱)
- غیبت مالیس (۱۹۸۱)
- توتسی (۱۹۸۲)
- هاوانا (۱۹۹۰)
- گرند کنیون (۱۹۹۱)
- بوسه فرانسوی (۱۹۹۵)

## جوایز و نامزدی

### نامزدیجایزه اسکار
بهترین فیلمبرداری:
- برنده جایزه اسکار افتخاری (۲۰۱۸)
- نامزدی وایات اِرپ (۱۹۹۴)
- نامزدی توتسی (فیلم) (۱۹۸۲)
- نامزدی شبکه (۱۹۷۶)
- نامزدی جن‌گیر (۱۹۷۳)
- نامزدی ارتباط فرانسوی (۱۹۷۱)

### انجمن فیلم‌برداران آمریکا
- برنده جایزه یک عمر دستاورد (۱۹۹۷)

### جشنواره بین‌المللی فیلم پالم اسپرینگز
- برنده جایزه دستاورد شغلی (۲۰۰۰)